# 横地節男
横地 節男（よこち せつお、1916年2月22日 - 2004年3月17日）は、広島県出身の実業家。島津製作所社長などを務めた。

## 経歴
広島市に生まれる。旧制修道中学校（現：修道中学校・高等学校）、旧制広島高校を経て京都帝国大学法学部を卒業。1940年島津製作所に入社。取締役、常務、専務を経て、1981年社長に就任。不採算部門の合理化や管理部門の縮小などを行い、オイルショック後の経営不振を立て直した。1986年会長となる。2004年3月17日逝去。